# Nir Yitzhak
Nir Yitzhak, 'נִיר יִצְחָק est un kibboutz créé en 1949.

## Histoire
Le nom vient du commandant de la Palmach le commandant Yitzhak Sadeh.